# Панола (Илиноис)
Панола (енгл. Panola) град је у америчкој савезној држави Илиноис.

## Демографија
По попису из 2010. године број становника је 45, што је 12 (36,4%) становника више него 2000. године.
| Група             | 2000.      | 2010.      |
| Белци             | 31 (93,9%) | 43 (95,6%) |
| Афроамериканци    | 0 (0,0%)   | 0 (0,0%)   |
| Азијати           | 2 (6,1%)   | 0 (0,0%)   |
| Хиспаноамериканци | 0 (0,0%)   | 1 (2,2%)   |
| Укупно            | 33         | 45         |